# Piper subfragile
Piper subfragile är en pepparväxtart som beskrevs av C. Dc.. Piper subfragile ingår i släktet Piper och familjen pepparväxter. Inga underarter finns listade i Catalogue of Life.